# Бекетт, Венди
Ве́нди Мэ́ри Бе́кетт (англ. Wendy Mary Beckett; 25 февраля 1930, ЮАС — 26 декабря 2018, Quidenham, Восточная Англия; более известная как сестра Венди) — британская католическая религиозная сестра и историк искусства, ставшая знаменитой в середине 1990-х годов благодаря участию в серии документальных фильмов телеканала Би-би-си, посвящённых истории искусства и любви. Её передачи «Одиссея сестры Венди» и «Большое путешествие сестры Венди» охватывали 25% британской телевизионной аудитории.

## Биография
Бекетт родилась в Южно-Африканском союзе (доминионе Британской империи) и росла в Эдинбурге, где её отец изучал медицину. В 1946 году она вступила в конгрегацию Sisters of Notre Dame de Namur и была отправлена в Колледж святой Анны Оксфордского университета, где изучала английскую литературу, получив степень бакалавра гуманитарных наук по английскому языку с отличием. Председателем экзаменационной комиссии был Джон Рональд Руэл Толкин, предложивший ей продолжить обучение в университете, но она отказалась.
После получения диплома учителя в Нотр-Дамском педагогическом колледже в Ливерпуле, Бекетт вернулась в ЮАР, где занялась преподаванием английского языка и латыни. Позже она переехала в Йоханнесбург, где возглавила женский монастырь, параллельно преподавая в Витватерсрандском университете. В 1970 году, столкнувшись с проблемами со здоровьем, Венди Бекетт была вынуждена покинуть ЮАР и вернулась в Англию. Тогда же она получила разрешение покинуть свою конгрегацию и перешла под покровительство ордена кармелиток, после чего вела странствующий образ жизни, обитая сначала в автоприцепах, а затем в мобильных домах. Почти десять лет сестра Венди посвятила изучению средневековых латинских текстов; в 1980 году она приняла решение сосредоточиться на изучении искусства.
Бекетт нуждалась в амбулаторном лечении в местной больнице. Телеведущая и шеф-повар Делия Смит, обращенная в католицизм, вызвалась возить её туда каждую неделю. Смит также возила её по стране, чтобы встретиться с художниками, когда Бекетт писала свою книгу о современных женщинах-художниках. Благодаря этому они стали хорошими друзьями.
С начала 90-х годов стали публиковаться труды Сестры Бекетт, а в 1996 году вышел ставший широко известным цикл документальных фильмов Би-би-си «Всемирная история живописи» (BBC: Sister Wendy’s Story Of Painting), в которых она рассказывает об истории развития живописи: от древних наскальных рисунков до реализма, импрессионизма, модернизма и поп-арта.
Мюзикл Postcards from God: The Sister Wendy Musical, написанный Маркусом Ривзом и Бекси Смит, был показан в Jermyn Street Theatre в Вест-Энде в 2007 году и в театре-студии Hackney Empire в 2008 году.
В декабре 2012 года сестра Венди был гостем программы Desert Island Discsна BBC Radio 4, где рассказала, что её любимым музыкальным произведением является «Серенада» (D 957 № 4) Франца Шуберта, книгой «огромная книга логических головоломок», а предметом роскоши — «табернакль с охлаждением».
Бекетт умерла 26 декабря 2018 года в возрасте 88 лет в монастыре кармелитов в Куиденхэме, Норфолк

## Документальные фильмы и библиография
- Sister Wendy’s Odyssey (1992)[20]
- Sister Wendy’s Pains of Glass (1996)[20]
- Sister Wendy’s Grand Tour (1997)[21]
- Sister Wendy’s Story of Painting (1997)[20]
- Saints with Sister Wendy (1997)[22]
- Sister Wendy’s American Collection (2001)[23]
- Sister Wendy at the Norton Simon Museum (2001)[24]
- Sister Wendy's Sistine Chapel Artineraries Tour (2006)[25]

Комментарии для туристов о Сикстинской капелле:
- Sister Wendy’s Sistine Chapel Artineraries Tour (2006)

Кроме того, она участвовала в съёмках других фильмов
- Sister Wendy in Conversation with Bill Moyers[англ.] (1997)[26]
- Three appearances on Charlie Rose (3 October 1997; 18 November 1997; 19 September 2000) are available on DVD[27].
- The Art of Dying (2009) (Dan Cruickshank[англ.] interviews Sister Wendy on the helpfulness of art in the face of death)[28]
- Churches: How to Read Them (2010) (Richard Taylor[англ.] and Sister Wendy discuss the intense medieval devotion to the Virgin Mary and its effect on Reformation)[29]
- Treasures of Heaven (2011) (Andrew Graham-Dixon[англ.] talks to Sister Wendy about relics and reliquaries)[30]
- Sister Wendy and the Art of the Gospel (25 December 2012)[31][32][33]

Как телеведущая, она известна своим дефектом речи, который повлиял на её произношение Rs.
Библиография:
- 2011
  - The Christ Journey — the art of Greg Tricker[36][37] .
- 2011
  - Sister Wendy Contemplates the Iconic Jesus[38]
- 2009
  - Encounters With God: In Quest of Ancient Icons of Mary[39]
- 2008
  - Bernard of Clairvaux: Sermons for Advent And the Christmas Season[40]
with John Leinenweber (Editor), Irene Edmonds (Translator), Wendy Mary Beckett (Translator), Conrad Greenia (Translator)
- 2007
  - Sister Wendy on Prayer[41]
  - Sister Wendy’s Meditations on the Mysteries of Our Faith[42]
- 2006
  - Speaking to the Heart: 100 Favorite Poems[43]
  - Sky-blue Is the Sapphire Crimson the Rose: Stillpoint of Desire in John of Forde by John, abbot of Forde, translated by Wendy Beckett[44]
  - Joy Lasts: On the Spiritual in Art[45]
- 2001
  - Sister Wendy’s Impressionist Masterpieces[46]
  - Sister Wendy’s American Masterpieces[47]
- 2000
  - Sister Wendy’s American Collection[48]
  - In the Midst of Chaos, Peace (with Mary J. Dorcy and Dan Paulos)[49]
  - Sister Wendy’s Book of Muses (with Justin Pumfrey)[50]
- 1999
  - Sister Wendy’s 1,000 Masterpieces (with Patricia Wright)[51]
  - My Favourite Things: 75 Works of Art from Around the World[52]
- 1998
  - Sister Wendy’s Nativity[53]
  - Inner Life: A Fellow Traveler’s Guide to Prayer (by David Torkington; foreword by Sister Wendy)[54]
  - Sister Wendy’s Odyssey: A Journey of Artistic Discovery[55]
  - Sister Wendy’s Book of Meditations[56]
  - Sister Wendy’s Book of Saints[57]
  - The Mystery of Love: Saints in Art Through the Ages[58]
  - Contemporary Women Artists[59] (1998)
- 1997
  - Sister Wendy’s Story of Christmas: Adventures in Art[60]
  - Sister Wendy in Conversation with Bill Moyers: The Complete Conversation (edited by Karen Johnson)[61]
  - The Wisdom of the Apostles (compiled by Philip Law; introduction by Sister Wendy)[62]
  - The Duke and the Peasant: Life in the Middle Ages (with Jean De Berry)[63]
  - Max Beckmann and the Self[64]
- 1996
  - Sister Wendy’s Grand Tour: Discovering Europe’s Great Art[65]
  - Pains of Glass: The Story of the Passion from King’s College Chapel, Cambridge (with George Pattison)[66]
- 1995
  - Sister Wendy’s Meditations: Meditations on Joy[67]
  - Sister Wendy’s Meditations: Meditations on Love[68]
  - Sister Wendy’s Meditations: Meditations on Peace[69]
  - Sister Wendy’s Meditations: Meditations on Silence[70]
  - A Child’s Book of Prayer in Art[71]
- 1994
  - The Story of Painting[59]
  - The Gaze of Love: Meditations on Art and Spiritual Transformation[72]
- 1993
  - The Mystical Now: Art and the Sacred[73]